# Micropera
Micropera es un género de orquídeas epifitas originarias del sur de la India. Comprende 28 especies descritas y de estas, solo 21 aceptadas.

## Taxonomía
El género fue descrito por John Lindley y publicado en Edwards's Botanical Register 18: , ad pl. 1522. 1832.

## Especies aceptadas
A continuación se brinda un listado de las especies del género Micropera aceptadas hasta marzo de 2013, ordenadas alfabéticamente. Para cada una se indica el nombre binomial seguido del autor, abreviado según las convenciones y usos.
- Micropera callosa (Blume) Garay
- Micropera cochinchinensis (Rchb.f.) Tang & F.T.Wang
- Micropera costulata (J.J.Sm.) Garay
- Micropera draco (Tuyama) P.J.Cribb & Ormerod
- Micropera edanoi Ormerod
- Micropera fasciculata (Lindl.) Garay
- Micropera fuscolutea (Lindl.) Garay
- Micropera loheri (L.O.Williams) Garay
- Micropera mannii (Hook.f.) Tang & F.T.Wang
- Micropera obtusa (Lindl.) Tang & F.T.Wang
- Micropera pallida (Roxb.) Lindl.
- Micropera philippinensis (Lindl.) Garay
- Micropera poilanei (Guillaumin) Garay
- Micropera proboscidea (J.J.Sm.) Garay
- Micropera rostrata (Roxb.) N.P.Balakr.
- Micropera secunda (Rolfe) Tang & F.T.Wang
- Micropera sheryliae P.O'Byrne & J.J.Verm.
- Micropera sterrophylla (Schltr.) Garay
- Micropera thailandica (Seidenf. & Smitinand) Garay
- Micropera uncinata (Teijsm. & Binn.) Garay
- Micropera utriculosa (Ames) Garay